# Sinsat
Sinsat est une ancienne commune française, située dans le département de l'Ariège en région Occitanie. Depuis le 1er janvier 2019, elle est intégrée dans la commune nouvelle d'Aulos-Sinsat. 
Ses habitants sont appelés les Sinsatois.

## Géographie

### Accès
La route nationale 20 traverse le village.

### Hydrographie
L'Ariège et le ruisseau de la Lumière sont les principaux cours d'eau qui concernent le village. 

### Communes limitrophes
|       | Ornolac-Ussat-les-Bains |                      |
| Bouan | Sinsat                  | Verdun               |
|       | Larcat                  | Aulos (Aulos-Sinsat) |

## Histoire
Effectué par le collectif Pyrénaline, un parcours aérien sur un fil de 35 mètres tendu entre les falaises du Quié de Sinsat a été filmé par hélicoptère pour l'émission Des racines et des ailes en 2013.
La commune fusionne le 1er janvier 2019 avec Aulos pour former la commune de Aulos-Sinsat dont la création est actée par arrêté du préfet de l'Ariège en date du 27 septembre 2018.

## Politique et administration
| Période                                  | Période                   | Identité          | Étiquette | Qualité |
| ---------------------------------------- | ------------------------- | ----------------- | --------- | --- |
| Les données manquantes sont à compléter. |                           |                   |           | |
| mars 1977                                | septembre 2001            | Germain Authié    | PS        | Instituteur spécialisé Conseiller général des Cabannes (1976 → 2001) Sénateur de l'Ariège (1980 → 1998) Conseiller régional (1980 → 1986) |
| septembre 2001                           | En cours (au 30 mai 2016) | Karine Orus-Dulac | PS        | Fonctionnaire Conseillère départementale de Haute-Ariège (2014 → ) Réélue pour le mandat 2014-2020                                        |

## Démographie
L'évolution du nombre d'habitants est connue à travers les recensements de la population effectués dans la commune depuis 1800. Pour les communes de moins de 10 000 habitants, une enquête de recensement portant sur toute la population est réalisée tous les cinq ans, les populations de référence des années intermédiaires étant quant à elles estimées par interpolation ou extrapolation. Pour la commune, le premier recensement exhaustif entrant dans le cadre du nouveau dispositif a été réalisé en 2004.

En 2016, la commune comptait 119 habitants, en évolution de +14,42 % par rapport à 2010 (Ariège : +1,48 %, France hors Mayotte : +2,11 %).
| 1800 | 1806 | 1821 | 1831 | 1836 | 1841 | 1846 | 1851 | 1856 |
| ---- | ---- | ---- | ---- | ---- | ---- | ---- | ---- | ---- |
| 126  | 143  | 148  | 200  | 190  | 187  | 194  | 210  | 192  |

| 1861 | 1866 | 1872 | 1876 | 1881 | 1886 | 1891 | 1896 | 1901 |
| ---- | ---- | ---- | ---- | ---- | ---- | ---- | ---- | ---- |
| 180  | 162  | 159  | 161  | 151  | 161  | 151  | 145  | 130  |

| 1906 | 1911 | 1921 | 1926 | 1931 | 1936 | 1946 | 1954 | 1962 |
| ---- | ---- | ---- | ---- | ---- | ---- | ---- | ---- | ---- |
| 143  | 134  | 121  | 113  | 106  | 96   | 95   | 82   | 88   |

| 1968 | 1975 | 1982 | 1990 | 1999 | 2004 | 2006 | 2009 | 2014 |
| ---- | ---- | ---- | ---- | ---- | ---- | ---- | ---- | ---- |
| 75   | 80   | 110  | 97   | 109  | 108  | 114  | 108  | 115  |

| 2016 | - | - | - | - | - | - | - | - |
| ---- | - | - | - | - | - | - | - | - |
| 119  | - | - | - | - | - | - | - | - |

## Économie
- Biscuiterie artisanale près du moulin farinier.

## Lieux et monuments
- Le Quié de Sinsat.
- Église paroissiale Saint-Laurent, de style roman avec des parties du XIIe siècle (abside), inscrite à l'inventaire des monuments historiques en 1926.
- La ferme du moulin de Sinsat : ancien moulin farinier à eau du XVIIe siècle, rénové par la commune en 1996.

## Personnalités liées à la commune
- René Coredo, romancier, inhumé sur la commune.
- Germain Authié (1927-2001), sénateur a été maire de Sinsat de 1977 à 2001.